# Vincenz von Abele (1813–1889)
Vincenz Freiherr von Abele, avstrijski general, * 10. april 1813, † 18. februar 1889.

## Življenjepis
Leta 1865 je postal poveljnik 72. pehotnega polka.
V letih 1865 in 1873 je bil veleposlanik Württemberga v Rusiji.
Upokojil se je 1. septembra 1882.

## Pregled vojaške kariere
Napredovanja
- generalmajor: 11. junij 1866 (z datumom nastopa 1. julija 1866)
- podmaršal: 25. april 1871 (z datumom nastopa 28. aprila 1871)
- častni Feldzeugmeister: 1. september 1882